# Léon Marie Constant Dansaert

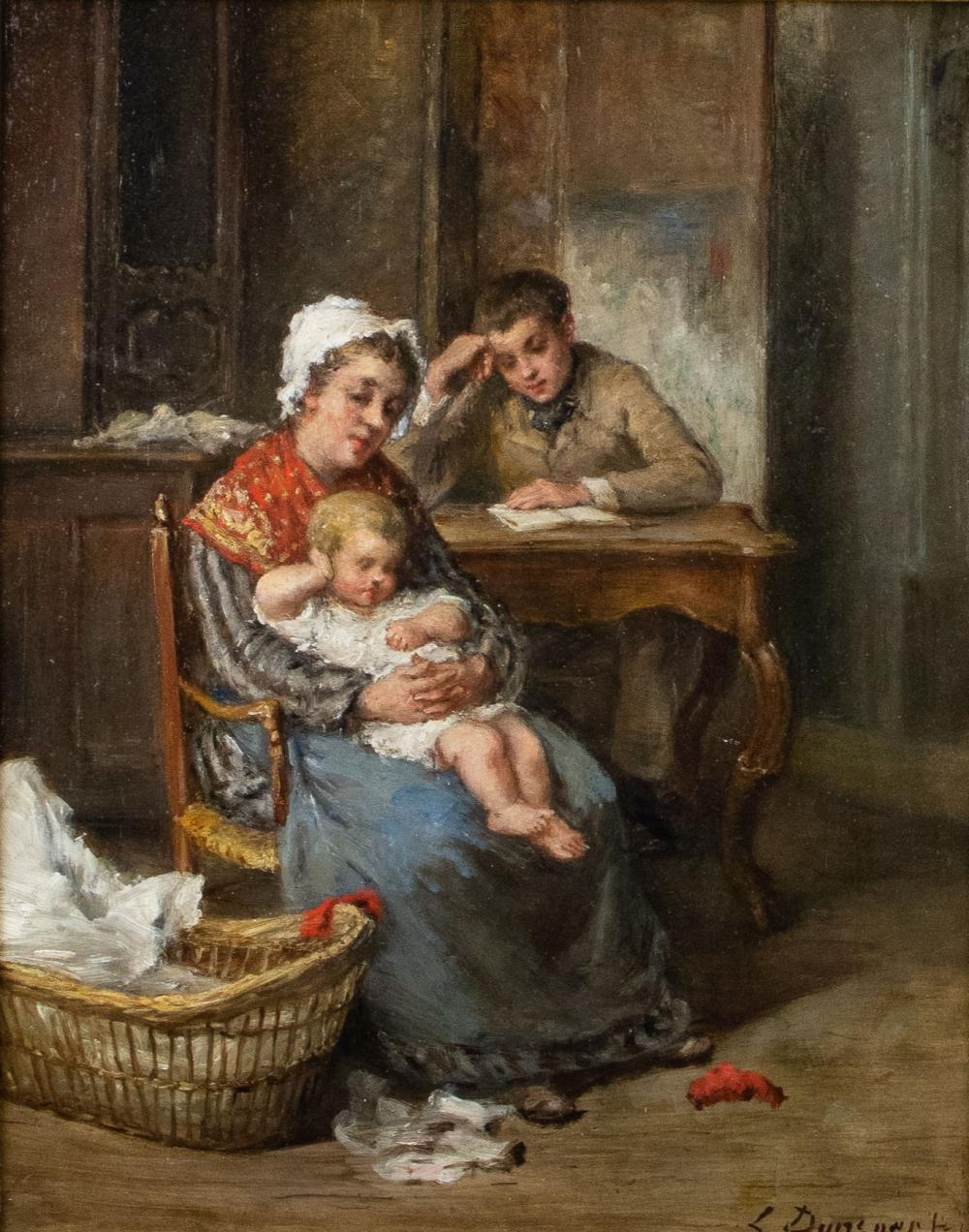
Familienszene

Léon Marie Constant Dansaert (* 2. Oktober 1830 in Brüssel; † 30. August 1909 in Écouen (Département Val-d’Oise)) war ein französischer  Genremaler belgischer Abstammung.

## Leben
Dansaert wurde von Pierre Édouard Frère in Écouen unterrichtet. Er ließ sich 1861 oder 1862 in der dortigen Künstlerkolonie nieder und wurde französischer Bürger. Dabei änderte er seinen Familiennamen auf Dansart, signierte seine Werke jedoch weiterhin mit dem alten Namen.
Dansaert heiratete Henriette Josephine Agathe Louise Tassan und kaufte 1863 ein Haus in Écouen. Studienreisen führten ihn in den folgenden Jahren nach Deutschland und Italien. Er stellte 1864 seine Werke in Antwerpen aus.
Nach dem Tode seiner Ehefrau im Jahr 1876 blieb er allein mit fünf Kindern. Aufgrund der Verschlechterung seiner materiellen Lage war er in seinen letzten Lebensjahren auf Unterstützung von Freunden angewiesen.
Zu seinen Schülern gehörte Jean-Paul Haag.